# Isola di Pantelleria e area marina circostante
Das Europäische Vogelschutzgebiet Isola di Pantelleria e area marina circostante (deutsch: Insel Pantelleria und umgebende Meeresfläche) liegt auf der italienischen Insel Pantelleria in der Straße von Sizilien. Geographisch liegt die Insel bereits auf der afrikanischen Kontinentalplatte, administrativ gehört sie zum Freien Gemeindekonsortium Trapani in der Autonomen Region Sizilien. Das etwa 158 km² große Schutzgebiet umfasst große Teile der Landfläche der Insel und ist hier weitestgehend deckungsgleich mit den FFH-Gebieten Isola di Pantelleria – Area Costiera, Falesie e Bagno dell’Acqua und Isola di Pantelleria: Montagna Grande e Monte Gibele. Zusätzlich umfasst das Vogelschutzgebiet auch die Meeresfläche rund um die gesamte Insel.
Aufgrund ihrer geographischen Lage zwischen Europa und Afrika spielt die Insel eine besondere Rolle für den Vogelzug.

## Schutzzweck
Folgende Vogelarten sind für das Gebiet gemeldet; Arten, die im Anhang I der Vogelschutzrichtlinie geführt sind, sind mit * gekennzeichnet:
| Bild              | Anhang I | EU Code | Art               | wissenschaftlicher Name   |
| ----------------- | -------- | ------- | ----------------- | ------------------------- |
| Flussuferläufer   |          | A168    | Flussuferläufer   | Actitis hypoleucos        |
| Stockente         |          | A053    | Stockente         | Anas platyrhynchos        |
| Fahlsegler        |          | A227    | Fahlsegler        | Apus pallidus             |
| Sepiasturmtaucher | *        | A010    | Sepiasturmtaucher | Calonectris diomedea      |
| Graureiher        |          | A028    | Graureiher        | Ardea cinerea             |
| Purpurreiher      | *        | A029    | Purpurreiher      | Ardea purpurea            |
| Tafelente         |          | A059    | Tafelente         | Aythya ferina             |
| Mäusebussard      |          | A087    | Mäusebussard      | Buteo buteo               |
| Kurzzehenlerche   | *        | A243    | Kurzzehenlerche   | Calandrella brachydactyla |
| Zwergstrandläufer |          | A145    | Zwergstrandläufer | Calidris minuta           |
| Sepiasturmtaucher | *        | A010    | Sepiasturmtaucher | Calonectris diomedea      |
| Flussregenpfeifer |          | A136    | Flussregenpfeifer | Charadrius dubius         |
| Weißstorch        | *        | A031    | Weißstorch        | Ciconia ciconia           |
| Schwarzstorch     | *        | A030    | Schwarzstorch     | Ciconia nigra             |
| Rohrweihe         | *        | A081    | Rohrweihe         | Circus aeruginosus        |
| Ringeltaube       |          | A208    | Ringeltaube       | Columba palumbus          |
| Wachtel           |          | A113    | Wachtel           | Coturnix coturnix         |
| Kuckuck           |          | A212    | Kuckuck           | Cuculus canorus           |
| Seidenreiher      | *        | A026    | Seidenreiher      | Egretta garzetta          |
| Eleonorenfalke    | *        | A100    | Eleonorenfalke    | Falco eleonorae           |
| Wanderfalke       | *        | A103    | Wanderfalke       | Falco peregrinus          |
| Baumfalke         |          | A099    | Baumfalke         | Falco subbuteo            |
| Halsbandschnäpper | *        | A321    | Halsbandschnäpper | Ficedula albicollis       |
| Stelzenläufer     | *        | A131    | Stelzenläufer     | Himantopus himantopus     |
| Rauchschwalbe     | *        | A251    | Rauchschwalbe     | Hirundo rustica           |
| Wendehals         |          | A233    | Wendehals         | Jynx torquilla            |
| Schwarzkopfmöwe   | *        | A176    | Schwarzkopfmöwe   | Larus melanocephalus      |
| Blaukehlchen      | *        | A272    | Blaukehlchen      | Luscinia svecica          |
| Bienenfresser     |          | A230    | Bienenfresser     | Merops apiaster           |
| Schwarzmilan      | *        | A073    | Schwarzmilan      | Milvus migrans            |
| Rotmilan          | *        | A074    | Rotmilan          | Milvus milvus             |
| Steinrötel        |          | A280    | Steinrötel        | Monticola saxatilis       |
| Wiesenschafstelze |          | A260    | Schafstelze       | Motacilla flava           |
| Nachtreiher       | *        | A023    | Nachtreiher       | Nycticorax nycticorax     |
| Steinschmätzer    |          | A277    | Steinschmätzer    | Oenanthe oenanthe         |
| Fischadler        | *        | A094    | Fischadler        | Pandion haliaetus         |
| Wespenbussard     | *        | A072    | Wespenbussard     | Pernis apivorus           |
| Kormoran          |          | A017    | Kormoran          | Phalacrocorax carbo       |
| Kampfläufer       | *        | A151    | Kampfläufer       | Philomachus pugnax        |
| Rosaflamingo      | *        | A035    | Rosaflamingo      | Phoenicopterus roseus     |
| Gartenrotschwanz  |          | A274    | Gartenrotschwanz  | Phoenicurus phoenicurus   |
| Braunkehlchen     |          | A275    | Braunkehlchen     | Saxicola rubetra          |
| Sarden-Grasmücke  | *        | A301    | Sardengrasmücke   | Sylvia sarda              |
| Provencegrasmücke | *        | A302    | Provencegrasmücke | Sylvia undata             |
| Grünschenkel      |          | A164    | Grünschenkel      | Tringa nebularia          |
| Waldwasserläufer  |          | A165    | Waldwasserläufer  | Tringa ochropus           |
| Wiedehopf         |          | A232    | Wiedehopf         | Upupa epops               |